# Medulin
Medulin, popis 1991; skupaj: 1.885
Medulin (italijansko Medolino) je obmorsko istrsko naselje na Hrvaškem in sedež istoimenske občine, ki upravno spada pod Istrsko županijo.

## Geografija
Medulin leži v južni Istri, okoli 9 km jugovzhodno od Pule, v severnovzhodnem delu razloženega Medulinskega zaliva. Jugozahodno od Medulina leži majhen polotok Kaštel, obdan z borovim gozdom in peščenimi plažami.

## Zgodovina
Na območju Medulina so bile najdene prazgodovinske najdbe, ki pričajo o zgodnjih naselbinah. To vključuje različne predmete in artefakte, ki so jih uporabljali prvi prebivalci tega območja.
V rimskem obdobju je bila Istra, vključno z območjem Medulina, znana po svojih kamnolomih, iz katerih so pridobivali kamen za gradnjo. Ta kamen, znan tudi kot istrski kamen ali "Istarski marmor", je bil cenjen zaradi svoje kakovosti in trajnosti. Uporabljali so ga za gradnjo pomembnih zgradb, cest in spomenikov ne samo na lokalni ravni, temveč tudi v drugih delih rimskega cesarstva. 
V okolici Medulina je bilo več kamnolomov, kjer so klesali kamen. Danes večina teh kamnolomov ni več v uporabi, vendar ostanki nekaterih še vedno obstajajo. Zgodovinski ohranjeni kamnolomi v okolici so postali zanimivi za raziskovalce in turiste, ki obiskujejo območje. Nekateri od teh kamnolomov so preurejeni v plezalna območja ali pa so točka za sprehode in opazovanje.
Ostanki rimske arhitekture in infrastrukture, kot so vile in oljčni mlini, so vidni še danes. Na koncu polotoka Kaštel se nahaja rt Kašteja, kjer so ostanki prazgodovinskega naselja. Na polotoku Vižula, ki leži zahodno od Medulina, so na morski obali ostanki rimske ville rustice. Ostanki cerkvice v zalivu Bijeca, ki leži med polotočkom Kaštel in celino, so verjetno iz predromanskega obdobja.
Po padcu Zahodnega rimskega cesarstva so območje naselila različna plemena in narodi. Med srednjim vekom je območje prišlo pod vpliv Beneške republike.
Medulin se je postopoma razvil iz ribiške vasi v priljubljeno turistično destinacijo. V 19. in 20. stoletju je turizem postajal vse pomembnejši del gospodarstva kraja. V času Jugoslavije je turizem še dodatno cvetel, Medulin pa je postal priljubljeno počitniško mesto za mnoge turiste iz različnih delov Evrope.

### Medulinska posojilnica
V obdobju hrvaškega narodnega preporoda v Istri je bila na podlagi zakona o zadružništvu leta 1898 ustanovljena Medulinska posojilnica, z namenom nudenja pomoči hrvaškim kmetom v obliki ugodnih kreditov za odplačilo dolgov, za nabavo kmetijske opreme in za razvoj drugih gospodarskih dejavnosti. Delovala je predvsem na območju vasi Ližnjan in Šišan, ukinjena pa je bila s strani italijanskih oblasti, kmalu po koncu prve svetovne vojne.

## Demografija
Splošno znano je, da je Medulin v poletnih mesecih gostil veliko število turistov, kar je močno povečalo lokalno populacijo. Vendar pa je stalna populacija kraja manjša in sestavljena predvsem iz domačinov, ki se ukvarjajo s turizmom, ribištvom in kmetijstvom.
Zaradi Medulinove priljubljenosti kot turistične destinacije so v kraju živeli ljudje različnih narodnosti, predvsem pa so bili to Hrvati. Poleg tega so številne investicije v turistične objekte in infrastrukturo pritegnile delavce in investitorje iz različnih delov Hrvaške in tujine.
| Pregled števila prebivalcev po letih | Pregled števila prebivalcev po letih | Pregled števila prebivalcev po letih | Pregled števila prebivalcev po letih | Pregled števila prebivalcev po letih | Pregled števila prebivalcev po letih | Pregled števila prebivalcev po letih | Pregled števila prebivalcev po letih | Pregled števila prebivalcev po letih | Pregled števila prebivalcev po letih | Pregled števila prebivalcev po letih | Pregled števila prebivalcev po letih | Pregled števila prebivalcev po letih | Pregled števila prebivalcev po letih | Pregled števila prebivalcev po letih |
| ------------------------------------ | ------------------------------------ | ------------------------------------ | ------------------------------------ | ------------------------------------ | ------------------------------------ | ------------------------------------ | ------------------------------------ | ------------------------------------ | ------------------------------------ | ------------------------------------ | ------------------------------------ | ------------------------------------ | ------------------------------------ | ------------------------------------ |
| 1857                                 | 1869                                 | 1880                                 | 1890                                 | 1900                                 | 1910                                 | 1921                                 | 1931                                 | 1948                                 | 1953                                 | 1961                                 | 1971                                 | 1981                                 | 1991                                 | 2001                                 |
| 599                                  | 737                                  | 886                                  | 1091                                 | 1219                                 | 1381                                 | 1299                                 | 1189                                 | 935                                  | 874                                  | 909                                  | 889                                  | 1362                                 | 1885                                 | 2580                                 |

## Šport
V Medulinu je kompleks nogometnih igrišč, na katerih imajo občasno priprave nogometni klubi iz Hrvaške in sosednjih držav, v preteklosti so v Medulin prihajali klubi iz območij nekdanje Jugoslavije. Od leta 2015 v Medulinu organizirajo turnir »Arena Cub« za ekipe, ki so na pripravah v Medulinu.
Medulin je najbolj znana lokacija surfarjev na Hrvaškem, saj omogoča tukajšnji zaliv idealne razmere 40 dni v letu. Prvi surfarji v Medulinu so bili Slovenci, od okoli leta 1997 pa prednjačijo Hrvati.